# 1931年全仏選手権 (テニス)
1931年 全仏選手権（1931ねんぜんふつせんしゅけん、Internationaux de France de Roland-Garros 1931）に関する記事。フランス・パリにある「スタッド・ローラン・ギャロス」にて開催。

## 大会の流れ
- 男子シングルスは「89名」の選手による7回戦制で、女子シングルスは「59名」の選手による6回戦制で行われた。男子は39名、女子は5名の選手に「1回戦不戦勝」（抽選表では“Bye”と表示）があった。
- シード選手は男子16名、女子8名。シード選手でも、1回戦から出場した人と、2回戦から登場した人がいる。2回戦から登場した選手が初戦敗退の場合は「2回戦＝初戦」と表記する。

## シード選手

### 男子シングルス
1. ジャン・ボロトラ （優勝、7年ぶり2度目） ［1924年の優勝は、公認記録として数えない］
2. ジョージ・ロット （ベスト8）
3. クリスチャン・ボッサス （準優勝）
4. ヘンリー・オースチン （3回戦）
5. ジョン・バン・リン （ベスト8）
6. フレッド・ペリー （4回戦）
7. バーノン・カービー （4回戦）
8. ジョージ・リトルトン・ロジャース （3回戦）
9. ルイス・レイモンド （3回戦）
10. ジョージ・ヒューズ （ベスト4）
11. ジョルジオ・デ・ステファーニ （ベスト8）
12. ロデリク・メンツェル （4回戦）
13. 佐藤俵太郎 （4回戦）
14. ベラ・フォン・ケーリング （3回戦）
15. エマニュエル・デュプレ （3回戦）
16. ヘルマン・アルテンス （4回戦）

### 女子シングルス
1. シリー・アウセム （初優勝）
2. シモーヌ・マチュー （ベスト8）
3. ヘレン・ジェイコブス （ベスト8）
4. リリ・デ・アルバレス （ベスト8）
5. エリザベス・ライアン （ベスト8）
6. ベティ・ナットール （準優勝）
7. ヒルデ・クラーヴィンケル （ベスト4）
8. ジョーン・リドレー （3回戦）

## 大会経過

### 男子シングルス
準々決勝
- ジャン・ボロトラ vs.  ベニー・ベルテ 6-2, 6-3, 6-1
- 佐藤次郎 vs.  ジョン・バン・リン 8-6, 1-6, 2-6, 6-4, 6-3
- クリスチャン・ボッサス vs.  ジョルジオ・デ・ステファーニ 6-4, 6-3, 3-6, 2-6, 9-7
- ジョージ・ヒューズ vs.  ジョージ・ロット 3-6, 4-6, 6-2, 6-2, 6-4

準決勝
- ジャン・ボロトラ vs.  佐藤次郎 10-8, 2-6, 5-7, 6-1, 6-2
- クリスチャン・ボッサス vs.  ジョージ・ヒューズ 6-1, 4-6, 6-2, 6-3

### 女子シングルス
準々決勝
- シリー・アウセム vs.  ルチア・バレリオ 8-6, 6-2
- リリ・デ・アルバレス vs.  エリザベス・ライアン 5-7, 6-3, 6-4
- ベティ・ナットール vs.  ヘレン・ジェイコブス 6-3, 6-2
- ヒルデ・クラーヴィンケル vs.  シモーヌ・マチュー 6-4, 6-3

準決勝
- シリー・アウセム vs.  リリ・デ・アルバレス 6-0, 7-5
- ベティ・ナットール vs.  ヒルデ・クラーヴィンケル 6-1, 6-2

## 決勝戦の結果
- 男子シングルス： ジャン・ボロトラ vs.  クリスチャン・ボッサス 2-6, 6-4, 7-5, 6-4
- 女子シングルス： シリー・アウセム vs.  ベティ・ナットール 8-6, 6-1
- 男子ダブルス： ジョージ・ロット& ジョン・バン・リン vs.  ノーマン・ファーカーソン& バーノン・カービー 6-4, 6-3, 6-4
- 女子ダブルス： ベティ・ナットール& アイリーン・ベネット・ホイッティングストール vs.  シリー・アウセム& エリザベス・ライアン 9-7, 6-2
- 混合ダブルス： パトリック・スペンス& ベティ・ナットール vs.  ヘンリー・オースチン& ドロシー・シェパード＝バロン 6-3, 5-7, 6-3